# Detlef Kleuker
Detlef Kleuker (* 4. Juli 1922 in Flensburg; † 15. Februar 1988 in Brackwede) war ein deutscher Orgelbauer.

## Leben und Werk
Hans-Detlef Kleuker, Sohn eines Oberstudienrats aus Flensburg, erlernte den Orgelbau bei Emanuel Kemper, in dessen Unternehmen er von 1947 bis 1954 arbeitete. 1955 legte er die Meisterprüfung ab und machte sich in Brackwede selbstständig. In drei Jahrzehnten baute er 350 Orgeln, die in 20 Länder exportiert wurden und etablierte sich als eine der führenden Orgelbauwerkstätten in Norddeutschland. Nach dem erfolglosen Orgelneubau für die lutherische Kirche in Sankt Peter-Ording (1953), die auf einer Kastenlade mit störanfälligen elektrisch gesteuerten Hülsenmagneten basierte, entwickelte Kleuker eine witterungs- und klimabeständige Form der Schleiflade. Nun kamen Vierkantrohre aus Pertinax oder aus mit Kunstharz getränktem Holz oder Sperrholz zum Einsatz. Für die Ventile und die Traktur verwendete er Leichtmetall wie Aluminium. In den Anfangsjahren arbeitete er mit Drehschleifen, später mit Messingschleifen, und ließ verschiedene Neuentwicklungen patentieren. In den letzten Jahren wandte er sich wieder stärker den traditionellen Werktechniken zu, da sich die neuen Werkstoffe als zu kurzlebig erwiesen.
Stilistisch orientierte er sich an der norddeutschen Barockorgel hinter einem modernen, kantigen Gehäuse. Die Dispositionen waren eher traditionell, nicht selten vom Neobarock geprägt. Auch als Restaurator war er gefragt.
Siegfried Bäune übernahm 1986 als Geschäftsführer die Leitung der in eine GmbH umgewandelten Firma, die 1991/92 erlosch.

## Werkliste (Auswahl)
| Jahr    | Ort                                     | Kirche                                                                       | Bild                            | Manuale | Register | Bemerkungen |
| ------- | --------------------------------------- | ---------------------------------------------------------------------------- | ------------------------------- | ------- | -------- | --- |
| um 1950 | Gliwice                                 | Diözesanmusikschule, Saal 319                                                |                                 | II/P    | 8        | → |
| 1953    | Sankt Peter-Ording                      | St. Peter                                                                    |                                 |         |          | 1971 ersetzt; einzelne Register erhalten |
| 1954    | Lima (Peru)                             | Evangelisch-lutherische Kirche                                               |                                 | II/P    | 18       | Mit Freipfeifenprospekt; unter hauptsächlicher Verwendung von Kunststoff statt Holz |
| 1957    | Hamm                                    | Christuskirche                                                               |                                 | II/P    | 24       | nicht erhalten |
| 1957    | Lima (Peru)                             | Kloster der Gemeinschaft der Barmherzigen Schwestern von St. Vincent de Paul |                                 | II/P    | 15       | |
| 1959    | Kiel                                    | Lutherkirche                                                                 |                                 | III/P   | 28       | Opus 50 |
| 1961    | Molfsee                                 | Thomaskirche (Schulensee)                                                    |                                 | II/P    | 22       | |
| 1962    | Frechen                                 | Evangelische Kirche Frechen                                                  |                                 | II/P    | 18       | |
| 1963    | Berlin-Tegel                            | Dorfkirche                                                                   |                                 | III/P   | 31       | |
| 1963    | Barcelona                               | Deutsche evangelische Gemeinde                                               |                                 | II/P    | 13       | |
| 1963    | Hamburg-Rahlstedt                       | Martinskirche                                                                |                                 | II/P    | 21       | 1990 Einbau eines Brustwerk-Schwellers |
| 1963    | Hannover                                | Neustädter Hof- und Stadtkirche St. Johannis                                 |                                 | III/P   | 38       | 2010 in die Niederlande verkauft → Orgeln der Neustädter Kirche (Hannover) |
| 1963    | Husum                                   | Marienkirche                                                                 |                                 | III/P   | 31       | 1996 von Lothar E. Banzhaf renoviert und um ein Echowerk ohne eigene Klaviatur erweitert (III/P/37); 2019 abgebaut und nach Warschau umgesetzt, 2021 Neubau durch Johannes Klais Orgelbau |
| 1964    | Schluchsee                              | Petruskirche                                                                 |                                 | I/P     | 4        | → Orgel |
| 1964    | Berlin-Schöneberg                       | Lutherkirche                                                                 |                                 | III/P   | 39       | |
| 1964    | Paris                                   | Christuskirche                                                               |                                 | II/P    | 19       | |
| 1965    | Kiel                                    | Nikolaikirche                                                                |                                 | III/P   | 45       | Mit Spanischen Trompeten |
| 1966    | Regensburg                              | Dreieinigkeitskirche                                                         |                                 | III/P   | 44       | im historischen Gehäuse von Franz Jakob Späth (1758); 2009 abgetragen; seit 2010 in Rosenkranzkirche zu Rzeszów (Polen) |
| 1966    | Neuss                                   | Christuskirche                                                               |                                 | III/P   | 33       | Mit Spanischen Trompeten; 2010/11 restauriert und erweitert |
| 1966    | Schleswig                               | Dom                                                                          |                                 | II/P    | 13       | Chororgel |
| 1967    | Hannover-Herrenhausen-Stöcken           | Corvinuskirche                                                               |                                 | II/P    | 25       | Kirche 2021 abgerissen, Status der Orgel unbekannt |
| 1967    | Flensburg                               | St.-Petri-Kirche                                                             |                                 | II/P    | 21       | |
| 1967    | Willingen                               | Ev. Kirche                                                                   |                                 | II/P    | 23       | elektrische Trakturen |
| 1967    | Neuwied                                 | Marktkirche                                                                  |                                 | III/P   | 38       | [ 4 ] |
| 1968    | Berlin-Moabit                           | Reformationskirche                                                           |                                 | III/P   | 36       | |
| 1968    | Schönkirchen                            | Marienkirche                                                                 |                                 | II/P    | 24       | |
| 1969    | Saarbrücken                             | Johanneskirche                                                               |                                 | III/P   | 46       | [ 5 ] |
| 1969    | München                                 | Stephanuskirche                                                              |                                 | III/P   | 36       | Renovierung und Umbau auf III/40 von Christoph Kaps 2003 → Orgel |
| 1969    | Neunburg vorm Wald                      | Versöhnungskirche                                                            |                                 | I/P     | 7        | Orgel 2015 durch Fa. Jann saniert, Einbau von Lüftungsspalten → Orgel |
| 1970    | Hamburg-Lokstedt                        | Petruskirche                                                                 |                                 | III/P   | 39       | Drehzylinderschleifen |
| 1970    | Bielefeld                               | Neustädter Marienkirche                                                      |                                 | III/P   | 47       | 2016 wurde dieses Instrument an die Pfarre Saint-Nicolas in Enghien (Belgien) verkauft und nach einer gründlichen Instandsetzung dort durch die Firma Orgelbau Schumacher aus Eupen (Belgien) aufgebaut. 2017 durch eine Orgel der Firma Hermann Eule ersetzt. In der Marienkapelle steht noch eine „kleine Kleukerorgel“ mit 3 Manual- und einem Pedalregister. |
| 1970    | Hörgertshausen                          | St. Jakobus der Ältere (Hörgertshausen)                                      |                                 | II/P    | 17       | |
| 1970    | Wildeshausen                            | Alexanderkirche                                                              |                                 | III/P   | 38       | 2020 abgebaut und nach Polen verkauft |
| 1971    | Gütersloh-Isselhorst                    | Evangelische Kirche Isselhorst                                               |                                 | II/P    | 25       | |
| 1972    | Alstätte                                | Kath. Pfarrkirche St. Maria Himmelfahrt                                      | Alstätte, St. Maria Himmelfahrt | II/P    | 27       | 2006 von der Orgelbaufirma Friedrich Fleiter aus Münster erweitert. |
| 1972    | Hamburg-Altona-Altstadt                 | St. Trinitatis                                                               |                                 | III/P   | 45       | |
| 1972    | Berlin-Zehlendorf                       | Herz-Jesu-Kirche                                                             |                                 | III/P   | 25       | |
| 1972    | Berlin-Charlottenburg-Nord              | Gustav-Adolf-Kirche                                                          |                                 | III/P   | 41       | |
| 1973    | Zwischenahn                             | St. Johannes                                                                 |                                 | II/P    | 23       | Neubau hinter historischem Prospekt von Johann Gerhard Schmid (1831) |
| 1974    | Villedômer                              | La grange de la Besnardière                                                  |                                 | III/P   | 28       | Disposition von Jean Guillou. |
| 1974    | Koldenbüttel                            | St.-Leonhard-Kirche                                                          |                                 | II/P    | 15       | Neubau hinter historischem Prospekt von Johann Matthias Schreiber (1758) |
| 1975    | Hillentrup                              | Evangelische Kirche                                                          |                                 | II/P    | 16       | Neubau hinter historischem Prospekt von Ernst Klaßmeier; 2003 Restaurierung durch Stephan Oppel, Schmallenberg. Neuintonation. |
| 1975    | Burg auf Fehmarn                        | St. Nikolai                                                                  |                                 | II/P    | 31       | Neubau hinter historischem Prospekt von Marcussen; Spieltisch fahrbar |
| 1975    | Hongkong                                | Chung Chi College Chapel, Chinese University of Hong Kong                    |                                 | II/P    | 18       | |
| 1975    | Raalte                                  | Plaskerk                                                                     |                                 | II/P    | 21       | Neubau; 2008 durch Orgelmakerij Reil restauriert und Cornet erneuert |
| 1976    | Kirchhatten                             | St.-Ansgari-Kirche Hatten                                                    |                                 | II/P    | 17       | |
| 1977    | Hongkong                                | Hong Kong Pentecostal Tabernacle                                             |                                 | II/P    | 13       | |
| 1977    | Hongkong                                | Kowloon Methodist Church                                                     |                                 | II/P    | 14       | |
| 1977    | Petershagen                             | Petrikirche                                                                  |                                 | II/P    | 19       | Neubau, Disposition von Arno Schönstedt |
| 1977    | Hemer                                   | Ebbergkirche                                                                 |                                 | II/P    | 18       | [ 9 ] |
| 1977    | Lübeck-Kücknitz                         | St. Johannes                                                                 |                                 | II/P    | 22       | |
| 1978    | Alpe d’Huez                             | Notre-Dame des Neiges                                                        |                                 | II/P    | 24       | Prospekt hat Form einer geöffneten Hand („Hand Gottes“). Disposition von Jean Guillou. |
| 1979    | Speyer                                  | Gedächtniskirche der Protestation                                            |                                 | V/P     | 95       | Hinter Prospekt von 1939 und unter Einbeziehung von Registern aus der Vorgängerorgel |
| 1979    | Gütersloh                               | Stadthalle Gütersloh                                                         |                                 | III/P   | 38       | restauriert 2022 von Speith-Orgelbau |
| 1979    | Hongkong                                | China Congregational Church                                                  |                                 | II/P    | 16       | |
| 1981    | Woluwe-Saint-Pierre/Sint-Pieters-Woluwe | Église Notre-Dame-des-Grâces de Woluwe                                       |                                 | IV/P    | 46       | |
| 1982    | Hongkong                                | Kowloon Pentecostal Tabernacle                                               |                                 | II/P    | 13       | |
| 1982    | Lübeck                                  | St Thomas                                                                    |                                 | II/P    | 18       | |
| 1983    | Bramsche                                | Friedenskirche (Achmer)                                                      |                                 | I/P     | 6        | |
| 1984    | Hamburg-Altstadt                        | Hauptkirche Sankt Katharinen                                                 |                                 | II/P    | 13       | Prospekt in Form eines K, das an die Namen der Kirche, des Orgelbauers und des Sponsoren erinnert |
| 1985    | Emden                                   | Paulus-Gemeinde                                                              |                                 | II/P    | 19       | Erweiterungs-Umbau der Wilfried Müller (1971–1973), bei dem vier vakante Register ergänzt wurden |
| 1985    | Taipeh                                  | Shuang-Lian Presbyterian Church                                              |                                 | II/P    | 18       | |
| 1986    | Bad Lippspringe                         | Evangelische Kirche                                                          |                                 | II/P    | 17       | 1995 Sanierung und Erweiterung um zwei Register durch Orgelbau Kreienbrink |
| 1986    | Neuss-Rosellerheide                     | Trinitatiskirche                                                             |                                 | II/P    | 14       | |
| 1987    | Zürich                                  | Kongresshaus Zürich                                                          |                                 | IV/P    | 68       | in Kooperation mit der Firma G. F. Steinmeyer & Co. |
| 1990    | Bridel (Luxemburg)                      | Christ Sauveur                                                               |                                 | III/P   | 19       | Dispositionsentwurf durch Jean-Jaques Kasel in der Tradition der Konzepte von Jean Guillou. |